# Király utca (Kolozsvár)
A Király utca (románul Str. Ion I. C. Brătianu) Kolozsvár belvárosában található; az Egyetem utca közepéről indul keleti irányba.

## Neve
1453-ban Platea Regis, keral wcza néven említették. Kelemen Lajos szerint valaha Szent-Király utca lehetett. Nevezték Belső-Király utcának is, annak ellenére, hogy nem volt a városfalon kívüli meghosszabbítása. Az első világháborút követően 1923-ban Ion C. Brătianu korábbi román miniszterelnökről nevezték el. A második bécsi döntés után 1941 és 1945 között ismét Király utca lett a neve. 1945-ben az akkor felszabadulás napjaként ünnepelt augusztus 23-i dátumról kapta; 1944-ben ezen a napon állt át Románia a szövetségesek oldalára. A romániai rendszerváltás után 1990-ben ismét I. C. Brătianuról nevezték el.

## Műemlékek
Az utcából az alábbi épületek szerepelnek a romániai műemlékek jegyzékében:
| Házszám | Kép | Megnevezés             | Építés dátuma | Műemlék kódja   |
| ------- | --- | ---------------------- | ------------- | --------------- |
| 6       |     | Makoldy-ház            | 18. század    | CJ-II-m-B-07282 |
| 8       |     | Barokk polgárház       | 18. század    | CJ-II-m-B-07283 |
| 10      |     | Szarvadi-ház           | 19. század    | CJ-II-m-B-07284 |
| 14      |     | Toldalagi–Korda-palota | 1804–1809     | CJ-II-m-A-07285 |
| 16      |     | Bethlen–Bánffy-ház     | 18. század    | CJ-II-m-B-07286 |
| 18      |     | Incseli Szőts-ház      | 18. század    | CJ-II-m-B-07287 |
| 22      |     | Béldi-ház              | 18. század    | CJ-II-m-B-07288 |
| 24      |     | Szigeti-ház            | 18. század    | CJ-II-m-B-07289 |
| 27      |     | Aranyműves-ház         | 1724          | CJ-II-m-A-07290 |
| 34      |     | Juszti-ház             | 19. század    | CJ-II-m-B-07291 |